# Nicolae Văcăroiu
Nicolae Văcăroiu, romunski politik, * 5. december 1943.
Bil je predsednik vlade Romunije (1992-1996) in predsednik Senata Romunije (2000-2008).

1. ↑  Munzinger Personen